# Tanya Chisholm
Pour les articles homonymes, voir Chisholm.
Tanya Chisholm, née le 1er juillet 1983 à Fort Lauderdale, est une actrice et danseuse américaine. Elle joue notamment dans High School Musical 2 (2007) et Big Time Rush où elle joue le rôle de Kelly Wainright (2009-2013). En 2009, elle joue dans Blondes pour la vie.
Elle a étudié à l'université de Californie à Los Angeles.

## Filmographie
Elle est surtout connue dans son rôle dans la série Big Time Rush (2009-2013) où elle joue Kelly Wainwright aux côtés de : Kendall Schmidt, Carlos Pena Jr. , Logan Henderson et James Maslow
- 2016 : Diagnostic : Délicieux de Ron Oliver (téléfilm) : Olivia Ross
- 2022 : Sistas : Jenna